# 부력

부력에서의 힘. 위 방향으로의 부력의 크기가 아래 방항으로의 중력의 크기와 같다.

부력(浮力; 문화어: 뜨는 힘)이란 유체에 잠긴 특정 대상(고체, 액체, 기체 등)의 상/하면에 작용하는 중력 방향의 압력 차이만큼 대상을 위로 밀어 올리는 힘이다. 수영장 물에 몸을 담갔을때 몸을 뜨게 하는 힘을 예로 들 수 있다. 이 압력 차이로 인해 위로 밀어 올리는 힘과 물체의 무게가 같아지는 높이에서 물체는 정지한다. 물로 된 기둥에서, 깊이가 깊을수록 얹혀진 물의 양이 많아 무거워지므로 압력이 증가한다. 따라서 물 기둥의 아래의 부분은 위의 부분보다 압력이 높다. 마찬가지로 물에 잠긴 물체에 가해지는 압력은 위의 부분보다 아랫부분이 더 크다. 힘의 크기는 압력의 차이에 비례하고, 아르키메데스의 원리에 따라 물에 물체가 잠긴 부피 만큼의 물의 무게는 물체에 작용하는 부력의 크기와 같다.
쉽게 말하자면, 물이 미는 힘보다 물체가 무거우면 가라앉고, 작으면 뜬다는 것이다. 또한 물의 미는 힘은 수심이 깊어질 수록 높아지는데, 물체가 아래로 가고자 하는 힘과 물이 밀고자 하는 힘이 똑같아지면 뜬다는 것이다.
이러한 이유로, 잠겨있는 물체가 액체보다 밀도가 높을 경우 가라앉는다. 반대로 물체가 액체보다 밀도가 낮거나 보트같이 특정한 모양으로 생겼을 경우 힘에 의해 물체는 떠오르게 된다. 부력은 특정한 조건에서만 일어나는데, 조건이란 중력장이 존재하거나 힘에 의해 가속돼서 아래 방향으로 중력의 영향을 나타내는 비 관성계를 뜻한다. 유체역학에 따르면 부력의 크기는 잠긴 물체에 의해 대체된 부피 만큼의 액체의 무게에 해당된다.
부력의 중심은 대체된 부피의 액체의 질량 중심에 해당된다.

## 아르키메데스의 원리

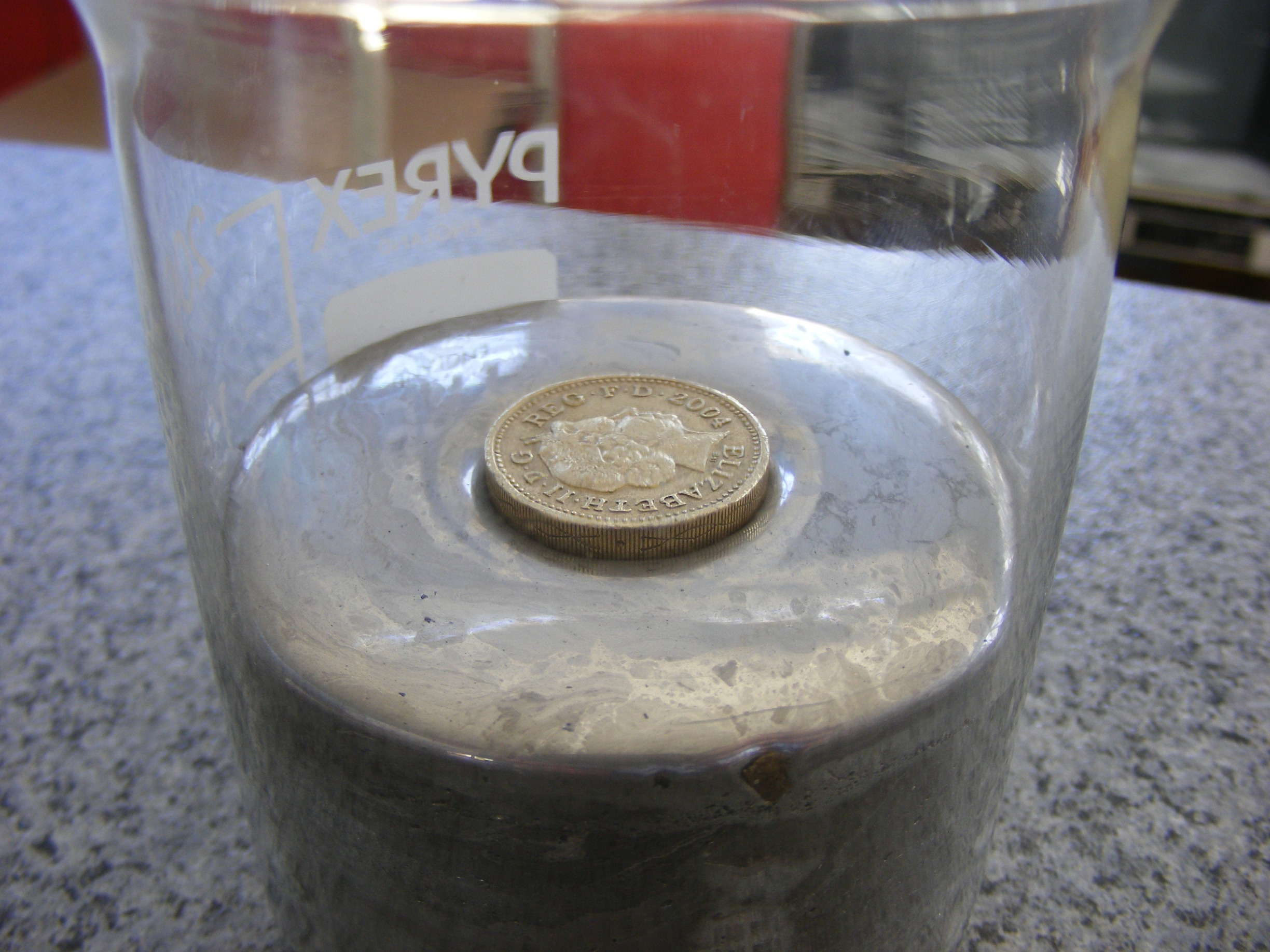
부력에 의해 동전이 수은위에 떠있다.

아르키메데스의 원리는 이 법칙을 처음 발견한 아르키메데스의 이름을 따서 지은 것이다. 유체 내에서 물체가 뜨고 가라앉는 것은 아르키메데스 원리에서 힘을 이용하여 설명한다:
어떤 물체든 간에, 또 물체가 완전히 가라앉았던 아니던 간에, 물체는 자신이 대체한 유체의 부피만큼의 무게에 해당하는 부력을 윗 방향으로 받는다.— 아르키메데스

설명에 의하면 가라앉은 물체가 대체한 액체의 부피는 물체의 부피와 같으며, 부력은 물체가 대체한 부피 만큼의 액체의 무게와 같다.
간단하게 말하자면, 부력 = 대체된 액체의 무게이다.
아르키메데스의 원리는 물체에 작용하는 표면장력을 고려하지 않지만, 이 추가적인 힘은 대체되는 액체의 양을 변화시키므로, 결론적으로 원리의 부력 = 대체된 액체의 무게 가 맞다.
대체된 액체의 무게는 대체된 액체의 부피와 비례한다(액체의 밀도가 균일하다면 말이다). 간단히 말해서, 물체가 받는 부력의 크기는 물체에 의해 대체된 만큼의 액체의 무게이거나, 대체된 액체의 부피에 밀도와 중력가속도 g(≈9.8)을 곱한 것과 같다. 따라서, 만일 같은 질량의 물체가 물에 잠겼을 경우 물체의 부피가 클수록 부력이 커진다.
중력이 작용하는 진공 내에서 무게가 10N인 돌멩이를 실에 매달았다고 가정해 보자. 돌멩이가 물속에 들어가서 무게 3N만큼의 물을 대체했다고 가정하자. 줄이 자신이 매달고 있는 물체로부터 받는 힘의 크기는 10N의 무게에서 3N의 부력을 뺀 7N이 될 것이다. 분명 부력은 바닥에 가라앉은 무게의 무게를 줄일 것이다. 보통 물체를 물 속에 넣을 때보다 밖으로 빼낼 때 더 적은 힘이 든다.
아르키메데스의 원리는 다음과 같이 공식으로 만들어질 수 있다.
- 측정치 무게 = 실제 무게 - 대체된 만큼의 유체의 무게

그리고 무게를 부피로 나눈 몫은 밀도가 된다.
- (밀도)/(유체의 밀도) = (무게)/(대체된 만큼의 유체의 무게)

따라서 유체의 밀도와 관련된 잠긴 물체에 대한 밀도는 아래와 같이 부피를 계산할 필요 없이 정리될 수 있다.
- (물체의 밀도)/(유체의 밀도) = (무게)/(무게-잠겨있는 부피만큼의 무게)

예: 나무를 물에 떨어트릴 경우 부력은 나무를 띄울 것이다.
예: 움직이는 차 안의 헬륨 가스가 찬 풍선을 생각해보자. 속력이 증가하는 동안 차 안의 공기는 자동차가 가속하는 반대 방향으로 이동할 것이다. 풍선도 이 방향으로 밀려(후방)난다. 하지만 공기에 의해 풍선은 부력을 받아 차의 가속 방향(전방)으로 힘을 받을 것이며, 이로 인해 풍선은 더 이상 밀리지 않고 멈출 것이다. 이 이유로 인해 자동차가 곡선 길을 따라 회전할 경우 풍선은 곡선 길의 안쪽 방향으로 쏠리게 된다.

### 아르키메데스의 원리에 대한 일화
아르키메데스는 임금으로부터 왕관이 순금인지 아닌지 확인하라는 명을 받고, 욕조에 들어갔을 때 욕조의 물이 넘치는 것을 보고 이 원리를 발견했다고 한다. 이 원리의 요점은, 액체에 넣은 물체에 작용하는 부력은 물체가 대체된 액체의 무게와 같다는 데 있다.

## 힘과 평형
이 방정식을 이용하여 평형 상태에서 액체 속의 압력을 계산할 수 있다. 평형 방정식은 다음과 같다.
{\displaystyle \mathbf {f} +\operatorname {div} \,\sigma =0}
f는 외부에서 유체에 가해지는 밀도 힘이며, σ는 변형력 텐서이다. 이 경우 변형력 텐서는 개개의 텐서에 비례한다:
{\displaystyle \sigma _{ij}=-p\delta _{ij}.\,}
δij는 크로네커 델타이다. 이를 위의 방정식에 사용하면:
{\displaystyle \mathbf {f} =\nabla p.\,}
다른 외력은 보존된다고 가정하면 스칼라 함수의 음의 기울기로 표현될 수 있다:
{\displaystyle \mathbf {f} =-\nabla \Phi .\,}
따라서 이렇게 된다:
{\displaystyle \nabla (p+\Phi )=0\Longrightarrow p+\Phi ={\text{constant}}.\,}
그러므로 액체 표면의 모양은 가해진 외력의 등전위면과 같다. z축이 아래를 향하도록 놓아보자. 이 경우에 중력장이 영향을 미치므로 Φ = −ρfgz에서 g는 중력가속도이고 ρf는 유체의 질량 밀도이다. z가 0이 되도록 표면 압력을 0으로 맞추면 상수는 0이 되고, 중력의 영향을 받는 유체의 내부 압력은 다음과 같다.
{\displaystyle p=\rho _{f}gz.\,}
따라서 z가 표면으로부터의 거리를 나타낼 때, 유체의 표면으로부터의 깊이가 깊어질수록 따라 압력이 증가한다. 어떠한 물체든 간에 높이가 0이 아닌 이상, 맨 위쪽과 아래쪽의 압력은 다르며, 아래쪽의 압력이 더 커진다. 이 압력의 차이는 위 방향으로의 부력을 만들어 낸다.
유체 내부의 압력을 알고 있다면 물체에 작용하는 부력의 크기는 쉽게 계산할 수 있다. 물체에 작용하는 힘은 유체와 닿아있는 부분에 가해지는 변형력 텐서의 합으로 계산될 수 있으며 다음과 같다:
{\displaystyle \mathbf {B} =\oint \sigma \,d\mathbf {A} .}
면적분은 발산정리를 이용하여 부피적분으로 변환할 수 있다.
{\displaystyle \mathbf {B} =\int \operatorname {div} \sigma \,dV=-\int \mathbf {f} \,dV=-\rho _{f}\mathbf {g} \int \,dV=-\rho _{f}\mathbf {g} V}
V는 물체가 유체에 들어가 있는 만큼의 부피이다. 유체는 바깥에 있는 물체의 부분에는 힘을 미치지 못한다.
임의의 모양을 가졌고 부피가 V인 물체가 액체 안에 잠겨 있다고 가정해보자. 액체 안에서 액체가 물체에 가하는 힘은 물체의 부피에 해당하는 만큼의 액체의 무게와 같다. 이 힘은 중력의 방향과 반대로 작용하며, 그 크기는 다음과 같다:
{\displaystyle B=\rho _{f}V_{\text{disp}}\,g,\,}
ρf는 액체의 밀도이며, Vdisp는 액체에 잠긴 물체의 부피이고, g는 중력 가속도이다.
만약 고체가 같은 모양으로 액체의 부피를 대체했을 경우, 액체가 작용하는 힘의 크기는 위와 같아야 한다. 다 른말로는 잠긴 물체에 가해지는 "부력"은 중력과 반대 방향이어야 하며 크기는 다음과 같이 같아야 한다.
{\displaystyle B=\rho _{f}Vg.\,}
유체정역학에서 아르키메데스의 원리가 적용되는 상황이라면 물체에 가해지는 알짜힘은 0이 되어야 하므로 부력의 합은 물체의 무게가 된다.
{\displaystyle F_{\text{net}}=0=mg-\rho _{f}V_{\text{disp}}g\,}
다른 외력이 가해지지 않는 상태에서 부력이 무게보다 클 경우, 물체는 떠오른다. 반대로 무게가 부력보다 클 경우, 물체는 가라앉는다. 만약 가라앉은 물체가 가속도를 갖는 상황에서 위쪽으로 받는 힘의 크기를 계산할 경우, 아르키메데스의 원리만으로 계산을 할 수가 없다. 이 때는 부력을 감안한 역학을 이용해야 한다. 만약 물체가 완전히 가라앉았거나 떠올라서 움직이지 않을 경우, 아르키메데스의 원리를 적용할 수 있다. 떠있는 물체에 대해서는, 잠겨져 있는 부분만이 물의 부피를 대체한다. 가라앉아있는 물체는, 물체의 부피 전체가 물을 대체하며, 물체엔 추가적인 힘이 가해진다.
아르키메데스의 원리가 적용되기 위해선 물체에 작용하는 알짜힘은 0이 되어야 하므로 다음과 같이 된다:
{\displaystyle mg=\rho _{f}V_{\text{disp}}g,\,}
이므로 g를 소거하면
{\displaystyle m=\rho _{f}V_{\text{disp}}.\,}
이는 물체가 얼마만큼 잠길지, 유체의 부피를 얼마만큼 대체할지가 중력장과는 관계가 없으므로 위치를 고려하지 않는다는 것을 나타낸다. 이 경우 부력과 중력 외에도 다른 힘이 작용하는 것일 수도 있다. 이 경우는 물체가 저항력을 받거나, 바닥에 가라앉아 있는 상태이다. 떠오르려고 하는 물체는 가라앉기 위해 그 저항력인 장력 T를 받는다. 가라앉으려는 물체는 고체 바닥으로부터 방해력인 수직항력 N을 받는다. 이 방해하는 힘은 유체의 무게를 재는데 사용되는 용수철 저울의 장력이며 무게는 다음과 같이 정의된다.
물체가 떠오르려 한다면, 가라앉는 것을 저지하는 장력은:
{\displaystyle T=\rho _{f}Vg-mg.\,}
물체가 바닥에 가라앉으려 한다면, 물체에 가해지는 수직항력은:
{\displaystyle N=mg-\rho _{f}Vg.\,}
부력을 계산하는 또 다른 방법으로는 특정 물체의 공기에서의 겉보기 무게와 물 속에서의 겉보기 무게를 재는 것이다. 이 특정 정보들을 알고 있다면, 물체가 받는 부력의 크기는 다음의 공식을 이용하여 구할 수 있다.
- 부력의 크기 = 공기 속에서의 무게 - 유체에 잠겨있을 때의 무게

결과는 뉴턴 (단위)으로 나오게 된다.
공기의 밀도는 다른 액체나 고체와 비교해서 매우 작다. 따라서 공기 중에서의 물체의 무게는 진공 속에서의 물체의 무게와 같다고 해도 좋다. 공기 중에서 측정을 할 때 공기의 부력은 무시하는데, 이는 오차값이 의미가 없기 때문이다(보통 0.1%보다 작지만 풍선이나 가벼운 고무와 같이 평균 밀도가 굉장히 낮은 물체를 제외한다).

### 정역학적 안정성

부심(CB)과 무게 중심(CG)의 상대적인 위치에 따라 아래쪽이 더 무거운 배(왼쪽), 위쪽이 더 무거운 배(아래쪽)의 안정성을 나타낸 그림

수면 상의 물체는 변위에 작은 변화가 오더라도 평형 상태를 유지할 수 있다면 안정적으로 떠 있을 수 있다. 예를 들어, 떠 있는 물체는 일반적으로 연직 축 상에서는 안정하다. 물체가 아래쪽으로 가라앉으면 이전보다 더 큰 부력이 발생하고, 무게와의 균형을 맞추기 위해 물체가 다시 위로 떠오르기 때문이다.
회전 안정성은 선박에 있어서 아주 중요하다. 작은 양의 각 변위가 생긴다면 선박은 다시 원 상태로 돌아오려고 하거나(안정한 경우), 원 상태에서 벗어나거나(불안정한 경우), 그 상태 그대로 있으려고 할 것이다(중립인 경우).
회전력에 대한 안정성은 물체에 작용하는 힘의 상대적인 작용선에 의해 결정된다. 물체에 연직으로 작용하는 부력은 부력의 중심(부심, 배제 체적의 도심)을 통과하여 작용한다. 물체에 대한 중력은 무게 중심을 통과하여 작용한다. 떠 있는 물체는 무게 중심이 부심의 아래에 있는 경우 안정하다. 왜냐하면 임의의 각 변위가 '복원 모멘트'를 발생시킬 것이기 때문이다.
수면 상에서의 안정성은 더욱 복잡하다. 무게 중심이 부심보다 높이 있는 경우에도 안정적으로 떠 있을 수도 있는데, 물체가 기울어진 경우 부심이 무게 중심이 움직인 방향과 같은 방향으로 이동하게 되어 양의 복원 모멘트가 생기게 된다. 이 경우 떠 있는 물체는 양의 경심고(metacentric height)를 갖는다고 말한다. 이는 횡경사각의 범위 내에서 일반적으로 유효한데, 이를 넘는 경우 물체는 불안정 상태가 되지 않는다

## 같이 보기
- 빙산
- 추력
- 지구의 대기
- 유속계
- 잠수함
- 선체
- 부표